# Arrondissement Mons
Arrondissement Mons (francouzsky: Arrondissement de Mons; nizozemsky: Arrondissement Bergen) je jeden ze sedmi arrondissementů (okresů) v provincii Henegavsko v Belgii.
Jedná se o politický a zároveň soudní okres. Soudní okres Mons také zahrnuje všechny obce politického okresu Soignies kromě obce Lessines a obce Brugelette a Chièvres politického okresu Ath.

## Obyvatelstvo
Počet obyvatel k 1. lednu 2017 činil 258 431 obyvatel. Rozloha okresu činí 583,99 km².

## Obce
Okres Mons sestává z těchto obcí:
- Boussu
- Colfontaine
- Dour
- Frameries
- Hensies
- Honnelles
- Jurbise
- Lens
- Mons
- Quaregnon
- Quévy
- Quiévrain
- Saint-Ghislain